# Trevor Berbick
Trevor Berbick (ur. 1 sierpnia 1954 w Port Antonio, zm. 28 października 2006 tamże) – jamajski bokser, posiadający również obywatelstwo kanadyjskie. Zawodowy mistrz świata WBC w wadze ciężkiej (1986).
W 1975 roku został brązowym medalistą igrzysk panamerykańskich w Meksyku. Rok później bez sukcesu reprezentował Jamajkę na igrzyskach olimpijskich w Montrealu. Wkrótce potem osiadł na stałe w Kanadzie i przeszedł na zawodowstwo.

## Kariera zawodowa
11 kwietnia 1981 roku po raz pierwszy w swojej karierze walczył o mistrzostwo świata, przegrywając przez jednogłośną decyzję z Larrym Holmesem. 8 miesięcy później pokonał jednogłośnie na punkty Muhammada Ali, dla którego była to ostatnia walka w karierze.
22 marca 1986 roku Jamajczyk zdobył mistrzostwo świata WBC w kategorii ciężkiej, wygrywając w Las Vegas na punkty z Pinklonem Thomasem. Tytuł stracił w pojedynku z Mikiem Tysonem. 22 listopada 1986 roku przegrał z nim przez TKO w drugiej rundzie. Zakończył karierę w 2000 roku.
28 października 2006 roku został zamordowany przez swego 19-letniego bratanka i jego kolegę. Przyczyną zbrodni był spór o ziemię.